# Ilattia crocosticta
Ilattia crocosticta là một loài bướm đêm trong họ Noctuidae.